# Leptoneta leucophthalma
Leptoneta leucophthalma är en spindelart som beskrevs av Simon 1907. Leptoneta leucophthalma ingår i släktet Leptoneta och familjen Leptonetidae.
Artens utbredningsområde är Spanien. Inga underarter finns listade i Catalogue of Life.